# Trichopria
Trichopria is een geslacht van vliesvleugelige insecten uit de familie Diapriidae.

## Soorten
- T. aequata (Thomson, 1859)
- T. alfoeldica Megyaszai, 1998
- T. aptera (Ruthe, 1859)
- T. atrata Notton, 1994
- T. atricoxa (Szabó, 1983)
- T. basalis (Thomson, 1859)
- T. biarticularta Hilpert, 1989
- T. bipunctata Kieffer, 1911
- T. bitensis Dessart, 1975
- T. breisgauensis Hilpert, 1989
- T. brevipennis Kieffer, 1911
- T. buyssoni Kieffer, 1911
- T. cameroni (Kieffer, 1909)
- T. castanea (Kieffer, 1911)
- T. cilipes (Kieffer, 1904)
- T. clavatiscapus (Kieffer, 1905)
- T. compressa (Thomson, 1859)
- T. conotoma (Kieffer, 1911)
- T. crassifemur Nixon, 1980
- T. credne Nixon, 1980
- T. cursor (Kieffer, 1911)
- T. darassa (Szabó, 1983)
- T. erynniae (Kieffer, 1910)
- T. evanescens Kieffer, 1911
- T. festiva Kieffer, 1911
- T. flavicornis (Kieffer, 1904)
- T. flavidipennis Kieffer, 1911
- T. formicaria (Wasmann, 1899)
- T. fucicola (Walker, 1834)
- T. fuliginosa (Wasmann, 1899)
- T. fuscipennis Szabó, 1978
- T. halterata (Kieffer, 1909)
- T. hungarica (Szabó, 1977)
- T. hunnia (Szabó, 1983)
- T. hyalinipennis (Thomson, 1859)
- T. incrassata (Jansson, 1955)
- T. inquilina (Kieffer, 1904)
- T. laminata (Kieffer, 1911)
- T. lignicola (Kieffer, 1911)
- T. lonchaearum Kieffer, 1911
- T. longipetiolata (Szabó, 1978)
- T. madeirae (Kieffer, 1905)
- T. marshalli (Kieffer, 1916)
- T. masrensis Priesner, 1940
- T. melanosema Kieffer, 1912

- T. melanostola (Kieffer, 1911)
- T. minor (Priesner, 1953)
- T. modesta (Ratzeburg, 1848)
- T. morio (Thomson, 1859)
- T. musciperda Kieffer, 1911
- T. myrmecobia (Kieffer, 1911)
- T. necans (Kieffer, 1911)
- T. nigra (Nees, 1834)
- T. nigriclava (Szabó, 1978)
- T. nigricornis (Marshall, 1868)
- T. nixoni Notton, 1995
- T. oogaster (Thomson, 1859)
- T. oxygaster Masner, 1965
- T. paludicola Notton, 1995
- T. parva Szabó, 1983
- T. picipes (Nees, 1834)
- T. plaga (Szabó, 1983)
- T. platythoracis Szabó, 1959
- T. polita Notton, 1993
- T. prema Nixon, 1980
- T. quadrifida Notton, 1994
- T. rotundata (Kieffer, 1911)
- T. rubrithoraca Szabó, 1960
- T. seyrigi Kieffer, 1926
- T. socia (Kieffer, 1905)
- T. sociabilis Masner, 1965
- T. spinosa Kieffer, 1911
- T. stilata (Kieffer, 1911)
- T. striata Notton, 1993
- T. subimpressa (Kieffer, 1911)
- T. suspecta (Nees, 1834)
- T. tenuicornis (Thomson, 1859)
- T. tritoma (Thomson, 1859)
- T. variicornis Kieffer, 1911
- T. verticillata (Latreille, 1805)
- T. vulpina (Kieffer, 1911)
- T. wasmanni (Kieffer, 1911)